# Martin Kampmann
Martin Kampmann Frederiksen (ur. 17 kwietnia 1982 w Aarhus) – duński zawodnik mieszanych sztuk walki (MMA) w latach 2003-2013. Mistrz Danii w boksie tajskim z 2001 oraz Mistrz Cage Warriors w wadze średniej z 2005. Były wieloletni zawodnik Ultimate Fighting Championship.

## Kariera sportowa
Urodził się w Aarhus. W wieku 14 lat zaczął trenować karate, a następnie boks tajski, zostając w 2001 roku mistrzem Danii w tejże dyscyplinie. Od 2000 amatorsko startował w MMA, uzyskując bilans 8-1. W 2003 przeszedł na zawodowstwo. W przeciągu dwóch kolejnych lat stoczył osiem pojedynków, z czego przegrał tylko jeden (z Andriejem Siemionowem podczas turnieju M-1 Mix Fight). W tym czasie zdobył pas mistrza brytyjskiej organizacji Cage Warriors w wadze średniej (16 lipca 2005), który raz udanie obronił, po czym w 2006 zwakował mistrzostwo w związku z podpisaniem kontraktu z największą organizacją MMA na świecie - Ultimate Fighting Championship.
17 sierpnia 2006 zadebiutował w UFC, wygrywając z Craftonem Wallace’em przez poddanie. Do 2008 roku zanotował trzy zwycięskie starcia w organizacji m.in. z Thalesem Leitesem oraz notując porażkę z Nathanem Marquardtem. W następnych latach mierzył się z coraz bardziej wymagającymi zawodnikami, m.in. Carlosem Conditem, Paulem Daleyem, Jakem Shieldsem czy Diego Sanchezem, lecz większość tych starć przegrywał.
W latach 2011–2012 miał passe trzech zwycięstw nad Rickiem Storym, Thiago Alvesem oraz Jakem Ellenbergerem, otrzymując za wygrane starcia z dwoma ostatnimi bonusy finansowe od organizacji oraz dostał szansę walki z zawodnikiem ze ścisłej czołówki wagi półśredniej, Johnym Hendricksem (17 listopada 2012), jednak uległ mu, przegrywając błyskawicznie przez nokaut w 46. sekundzie pojedynku.
28 sierpnia 2013 zmierzył się w walce wieczoru w rewanżowym starciu z Conditem. Amerykanin zrewanżował mu się za porażkę z 2009 roku i wygrał z Duńczykiem przez TKO w 4. rundzie. Po tej przegranej Kampmann postanowił zawiesić karierę zawodniczą. Na początku stycznia 2016 oficjalnie zakończył karierę zawodnika MMA.

## Osiągnięcia
Mieszane sztuki walki:
- 2005: Mistrz Cage Warriors w wadze średniej

Boks tajski:
- 2001: Mistrz Danii w boksie tajskim

Submission wrestling:
- 2004: Fight Back Submission Wrestling Tournament - 1. miejsce